# BMW M78
Il BMW M78 è un motore a scoppio alimentato a benzina e prodotto tra il 1933 ed il 1937 dalla Casa automobilistica tedesca BMW.

## Storia e profilo

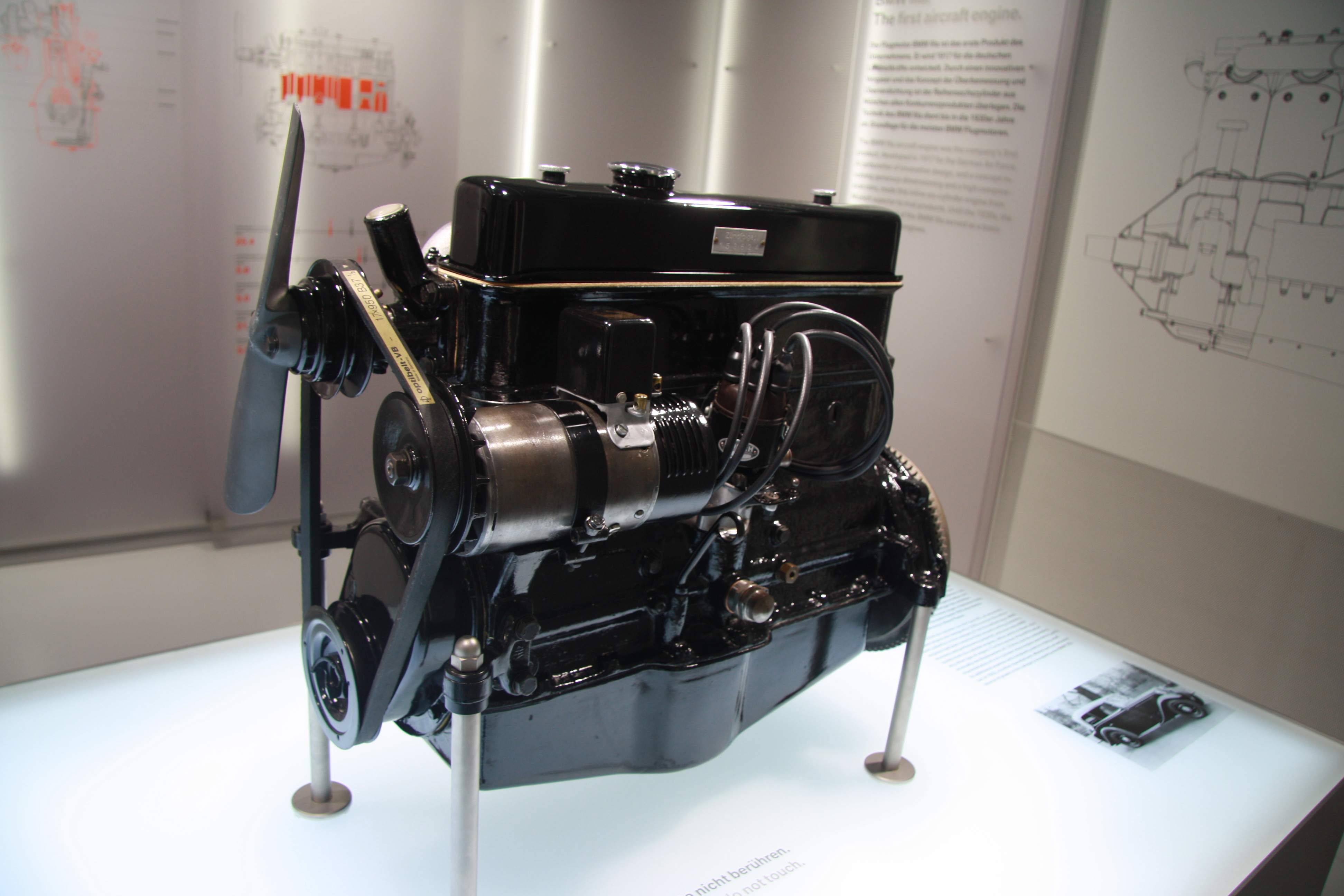
Un motore BMW M78

Questo motore nacque nei primi anni trenta quando la Casa tedesca, da poco approdata al settore automobilistico, decise di creare una vettura di fascia media nata dalla rielaborazione verso l'alto della BMW 3/20. Tale progetto sarebbe culminato nel 1933 con il lancio della BMW 303. La progettazione del motore fu affidata al talento di Rudolph Schleicher, già alla BMW fino a pochi anni prima e con un breve trascorso presso la Horch prima di tornare proprio ad Eisenach, che negli anni '30 era la sede della produzione automobilistica BMW.

In pratica, partendo dal 4 cilindri in linea da 788 cm³ realizzato in ghisa e montato sulla 3/20, vennero aggiunti altri 2 cilindri in modo da ottenere un 6 cilindri in linea. Perciò vennero riprogettati anche la testata, il basamento e l'albero a gomiti.

Le misure di alesaggio e corsa erano rispettivamente di 56x80 mm, per una cilindrata complessiva di 1182 cc. Ciò vale a tale il titolo di 6 cilindri più piccolo della storia.

L'alimentazione subì degli aggiornamenti rispetto al propulsore di origine, poiché si passò dal carburatore singolo a due carburatori verticali Solex 26BFLV. Invece il rapporto di compressione rimase invariato a 5.6:1.

Della 3/20 vennero mantenute soluzioni all'epoca innovative come le valvole in testa. La distribuzione avvenne tramite albero a camme nel basamento. Quest'ultimo aveva 4 supporti di banco per l'albero a gomiti, alle due estremità ed uno ogni due cilindri. Per motivi di maggior facilità di montaggio delle bronzine, in corrispondenza di ogni supporto di banco era maggiore l'interasse dei cilindri tra i quali era sistemato. L'albero a gomiti non aveva nessun contrappeso.

Questo motore, il primo 6 cilindri nella storia della BMW, erogava una potenza massima di 30 CV a 3500 giri/min.

Il motore M78 è stato montato esclusivamente sulla BMW 303.

## Motorizzazioni derivate

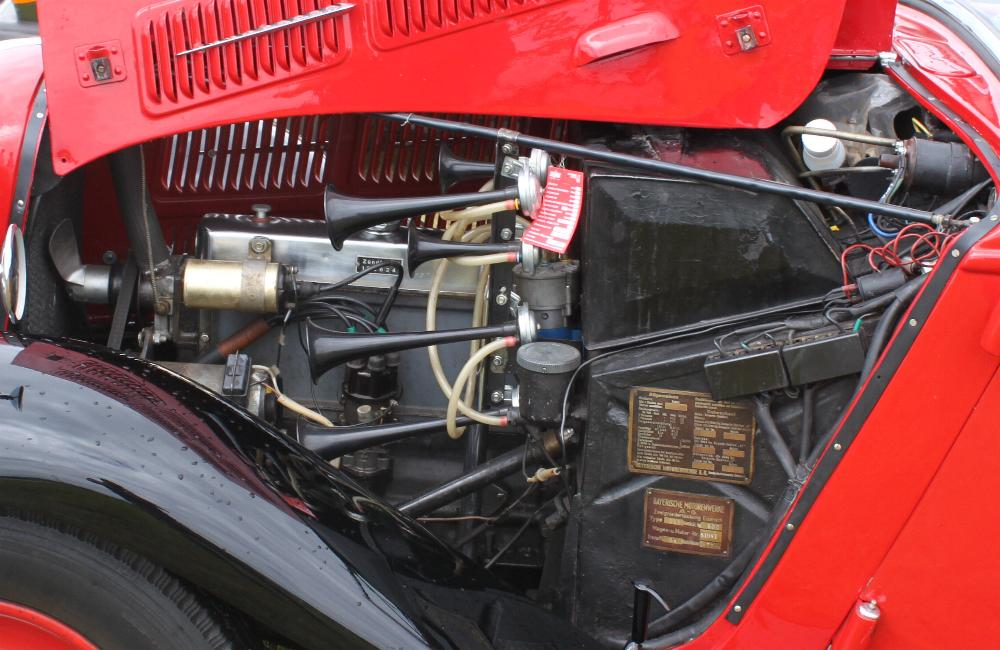
Un motore M315 sotto il cofano di una BMW 315

Il motore M78 è stato anche il capostipite di una serie di motori a 6 cilindri via via sempre più sofisticata fino a raggiungere i 2.1 litri di cubatura all'inizio degli anni cinquanta ed i 2.2 litri alla fine dello stesso decennio per mano dell'inglese Bristol, che lo montò sui suoi modelli d'oltremanica (in questa sede non trattati).

Di seguito vengono ricordate le prime due versioni in ordine cronologico che vennero derivate dal piccolo 1.2 litri. Queste due versioni somo state identificate con un codice che corrisponde al modello di vettura sul quale vennero montate, tranne che in un caso, come si vedrà. Le altre versioni sono la M328 e la M337, trattate a parte.

### Versione da 1.5 litri (M315)
Questa versione nasce dalla rialesatura e dall'allungamento della corsa del 1.2 di origine. Le due misure sono state infatti portate a 58x94 mm, raggiungendo così una cilindrata di 1490 cc ed una potenza massima di 34 CV a 4000 giri/min, con 79 Nm di coppia massima a 2000 giri/min. È stata la versione montata sulla BMW 315 dal 1934 al 1937. Una seconda variante, in grado di erogare fino a 40 CV a 4300 e 13 Nm di coppia in più, era montato invece sotto il cofano della 315/1 (1935-36), ossia la versione roadster della normale 315.

### Versioni da 1.9 litri (M319 e M303)
A partire dalla motorizzazione precedente, le misure di alesaggio e corsa del 6 cilindri di base sono state ulteriormente aumentate, fino a raggiungere i 65x96 mm, per una cilindrata di 1911 cc. Questo motore è stato innovativo perché disponeva di camere di combustione emisferiche. Questo motore è stato prodotto in due varianti di potenza. La variante meno potente erogava 45 CV a 3750 giri/min ed è stata montata su:
- BMW 319 (1934-37), dove il motore porta la sigla M319;
- BMW 329 (1936-37), dove il motore porta la sigla M303.

La seconda variante, la più potente, era siglata M319/1 e montava tre carburatori Solex invece di due, arrivando ad erogare quindi 55 CV a 4000 giri/min. È stato montato sulla BMW 319/1, ossia la versione roadster della BMW 319.